# Deep Space Climate Observatory
Deep Space Climate Observatory (DSCOVR; попередня назва Triana) — американський супутник для спостереження за земною та космічною погодою, запущений 11 лютого 2015 року компанією SpaceX з Мису Канаверал. Належить Національному управлінню океанічних і атмосферних досліджень (NOAA).
Супутник розміщується у точці Лагранжа L1 між Землею та Сонцем, за 1,5 млн кілометрів від Землі. З цієї позиції супутник має добрий вид на обидва небесних тіла, веде спостереження за сонячним вітром та завчасно сповіщає про наближення корональних викидів мас.
Повна вартість місії — близько 340 млн доларів США.

## Історія проєкту

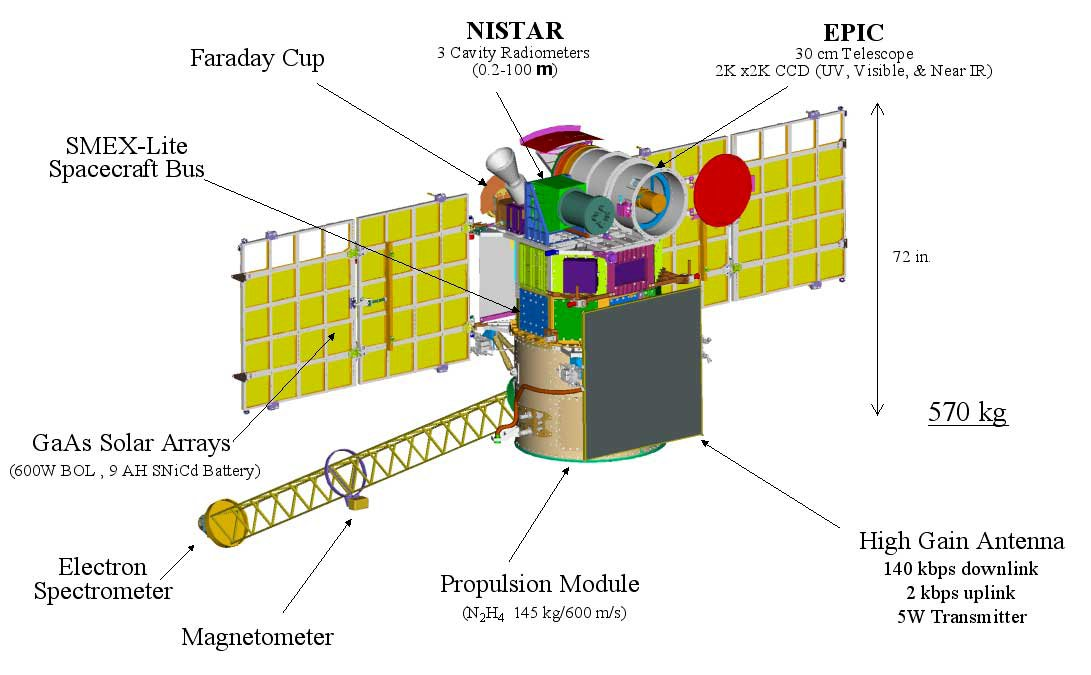
Схема супутника

Початково був розроблений агенцією NASA задля спостереження за Земною кулею за пропозицією віцепрезидента США Альберта Гора від 1998 року. За баченням Гора, супутник мав би цілодобово фотографувати освітлену Сонцем частину Землі, а зображення мали б поширюватися через Інтернет. Назву ж проєкту Triana було обрано на честь моряка, який першим угледів Америку у подорожі Колумба 1492 року.
Запуск проєкту Triana мав бути здійснений у 2000 році на борту спейс-шатла. Однак конгрес США призупинив проєкт наприкінці 1999 року в очікуванні висновків Національної ради досліджень (англ. National Research Council) щодо наукової цінності проєкту, оскільки республіканці критикували проєкт як надзвичайно дорогу «екранну заставку». Водночас Національна рада досліджень підтвердила високу наукову цінність проєкту.
У листопаді 2001 року, незабаром після інавгурації президента Джоржа Буша, який виграв вибори в Альберта Гора, робота над проєктом Triana була повністю зупинена. Супутник помістили у сховище: кімнату з чистим азотом (задля уникнення окиснення). На той час NASA вже витратила на проєкт 97 мільйонів доларів.
У листопаді 2008 року супутник було повернуто зі сховища, а згодом розібрано, перевірено всі інструменти та наново відкалібровано. Запуск планувалося здійснити у 2013 році на ракеті Delta 2 або Falcon 9.
Порівняно з попередньою місією Triana, відбулася зміна головних цілей проєкту: замість спостереження за Земною кулею головною метою DSCOVR стало спостереження за космічною погодою. Початкові інструменти спостереження за Земною кулею (телескоп EPIC та радіометри NISTAR) все ще присутні на супутнику. Проте, хоча початковою ідеєю Альберта Гора було поширення зображення Землі із супутника «наживо», фотографії освітленого Сонцем диска планети будуть доступні в Інтернеті із добовою затримкою. Щодня EPIC (англ. Earth Polychromatic Imaging Camera) фотографуватиме Землю близько 4-6 разів у повній роздільності.
11 лютого 2015 року було здійснено запуск супутника на борту ракети Falcon 9 v1.1, який став 15-им запуском ракет типу Falcon 9. Політ до точки Лагранжа мав тривати 110 днів. 8 червня 2015 року було сповіщено про досягнення супутником цієї позиції.

## Перебіг місії

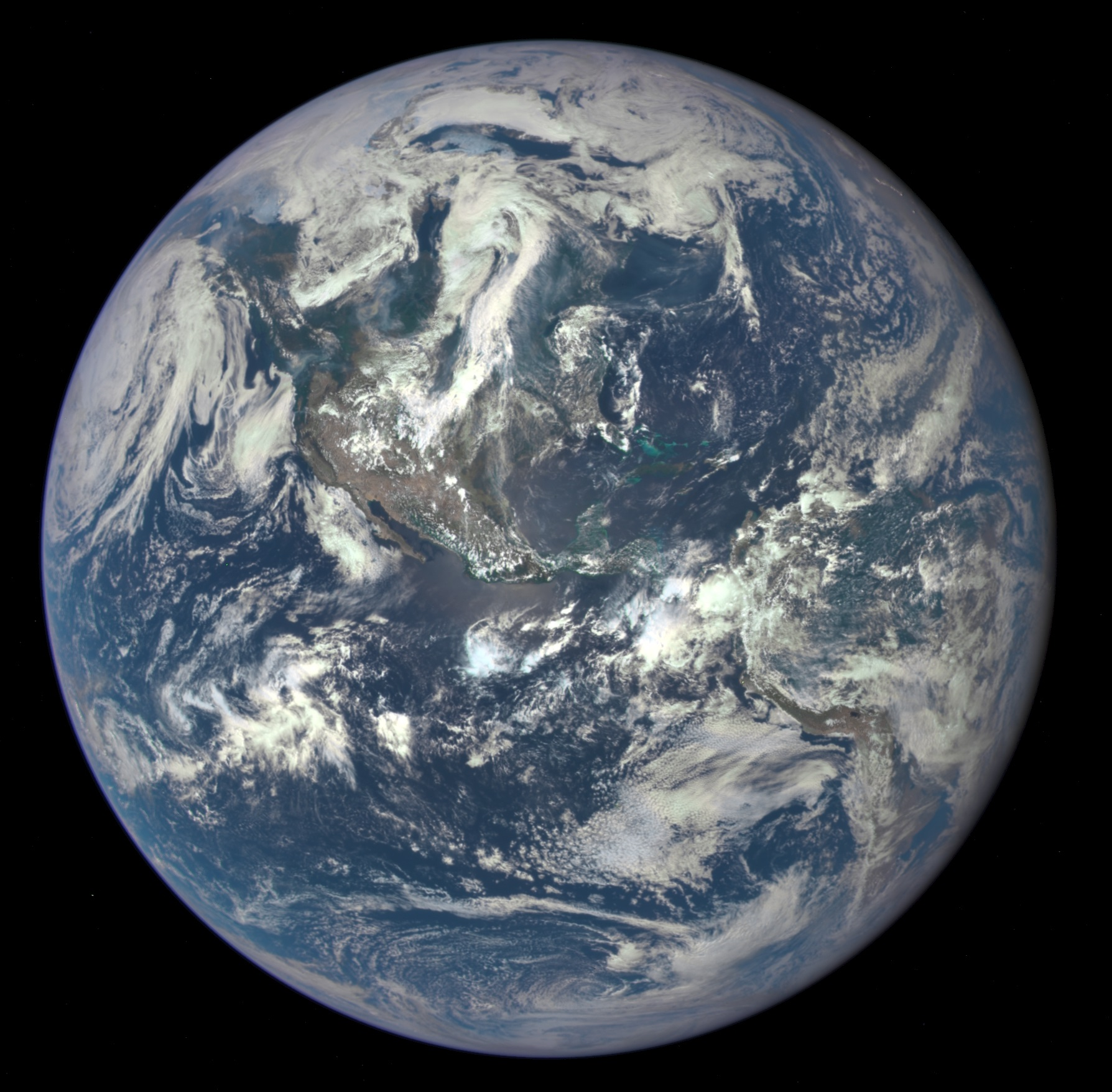
Перше зображення Землі отримане від DSCOVR

Закладена тривалість місії DSCOVR — 2 роки. Проте супутник має достатньо палива на 5 років роботи.
6 липня 2015 року надійшло перше фото земної кулі зроблене інструментом EPIC.